# 肥料木
肥料木（ひりょうぼく）とは、土壌の形成に貢献する先駆樹木のこと。窒素固定機能（根粒菌との共生による）に優れるほか、リターの蓄積による森林土壌の形成を促す樹木。

## 概要
マメ科植物は、往々にして根に根粒を持つ。この内部には根粒菌が共生しており、この細菌が空中窒素固定能を持つ。これにより、この仲間は、言わば空中から窒素肥料を作れる。そのため、肥料分の乏しい土でもよく育ち、ネムノキのように河原などにも出現する先駆植物としてみられるものもある。また、緑肥に用いられる例もある。肥料木は、森林の育成を目指す際に、この手の樹種を植栽し、土地を肥やすことを目指す。
主にマメ科植物のうち高木化するもの、非マメ科植物で枝葉を多く付け森林の土壌形成に貢献する高木で、陽・陰、湿・乾を問わない過酷な環境で生育できる樹種が選ばれる。多くの場合は先駆樹種として植栽に用いるものであり、森林が形成される最終局面では自然侵入してくる樹種にバトンタッチし、消えて行く運命にある。

## 使用目的
はげ山や土砂災害発生地、海岸線付近や道路法面など土壌の薄い土地では、一般的な樹種を植栽しても活着が期待できない。そこで先駆樹種として肥料木を植栽もしくは併用することにより、地味の向上を図りながら時間をかけて森林状態へ遷移させる。

## 注意点
肥料木は土壌が形成され、スギやコナラといった一般的な樹種が侵入してくると、陽樹である肥料木は次第に被圧され衰退していくのが普通である。ただし、ニセアカシアなどは活着しすぎて他の樹種を寄せ付けなくなることもあり（ニセアカシア以外が生育できない環境もありうるので注意）、何年経ってもニセアカシアの純林状態が続く事態も生じる。

## 主な樹種
- ニセアカシア
- ハンノキ
- ヤマモモ
- ハギ